# Jornadas de Junho
As Jornadas de Junho foram uma série de mobilizações de massa ocorridas simultaneamente em mais de quinhentas cidades do Brasil no ano de 2013. Pode ser considerada como a primeira insurreição ou levante popular de proporções realmente nacionais no país, tendo acontecido em todas as cinco regiões. Chegaram a contar com até 89% de apoio da população brasileira. Ainda que os maiores atos de rua deste período tenham ocorrido no mês de junho, com a participação de milhões de pessoas, massivas mobilizações ocorreram também por todo ano, em diversas cidades, tendo um novo ápice no mês de outubro.

## Descrição

### Críticas e reivindicações
Teve como críticas principais o aumento das tarifas de transporte públicos, a violência policial, a falta de investimentos em serviços públicos (como saúde e educação), os gastos com os megaeventos esportivos, o poder dos oligopólios de comunicação, a hegemonia e dominação de partidos políticos sobre os movimentos populares e as falhas da democracia representativa.
Reivindicou principalmente a tarifa zero nos transportes públicos, o fim da violência policial, maior investimentos em serviços públicos, assim como reivindicações trabalhistas e classistas. Categorias em greve também reivindicaram suas próprias pautas. Sendo uma mobilização de abrangência nacional, cada localidade também adicionou elementos locais, como o fim das Unidades de Policias Pacificadoras (UPP) na capital fluminense após o assassinato de Amarildo Dias de Souza, pedreiro morador da favela da Rocinha.
Em momentos pontuais, algumas pautas difusas também estiveram presentes, em geral levadas por pessoas sem conexão com os movimentos sociais e influenciadas pelos oligopólios de comunicação, como a contrariedade a Pec 37, porém eram minoritárias.

### Métodos e táticas
Os métodos e táticas utilizados foram protestos de massa, assembleias populares, mídia alternativa e ciberativismo, autodefesa de massas e Black Bloc, ocupações, greves, barricadas, destruição e incêndio de ônibus, pichações, cartazes e faixas. Houve também depredação e ataque a símbolos do capitalismo e do poder como agências bancárias, grandes lojas, viaturas policiais, assembleias legislativas, centros militares. Portanto, destacou-se a prática de violência não letal por parte dos manifestantes, rompendo com o monopólio estatal da violência, apesar da caracterização como vandalismo pelos oligopólios de comunicação. Além disso, em 2013 houve o maior número de greves já registrados no Brasil até então, o que somado ao perfil do proletariado marginal a frente das mobilizações, faz com que se caracterize este como um levante proletário. O levante pode ser entendido como "uma tentativa popular de auto-instituição através da ação direta".

### Consequências imediatas
Essas mobilizações foram vitoriosas em sua crítica principal, cancelando o aumento das tarifas de transportes públicos em diversas cidades naquele ano, e também em outra política econômica, a aprovação de uma lei que garantia royalties do petróleo para a saúde e educação públicas. Entretanto, os participantes sofreram uma violenta repressão por parte dos governos estaduais e federal (Partido dos Trabalhadores à época), com tiros de bala letal e armas menos letais (tiros de bala de borracha, bombas de efeito "moral" e lacrimogênio, agressão com cassetete), prisões e detenções arbitrárias, falsos flagrantes, prisões políticas, prisões em massa, infiltração policial e militar, vigilância presencial e pela internet, difamação midiática, inquéritos e processos judiciais. Os anarquistas, autonomistas e marxistas não-institucionais foram considerados os mais perigosos pelo Estado.

### Similaridades
A crítica a democracia representativa, que pela esquerda à época vinha ganhando força no mundo, desde o levante de Chiapas (1994), passando pelas revoltas em Seattle (1999) e depois em Gênova (2001), Argentina (2001), Bolívia (2003), Equador (2003), França (2005), Grécia (2010-2012), Espanha (2011) e Turquia (2013), assim como os movimentos de ocupação no formato do de Wall Street (2011); demonstraram uma limitação da social-democracia progressista e neoliberais no poder tanto em avançar com políticas e mudanças mais radicais em prol da população, assim como um limite em sua capacidade de controle sobre os movimentos populares mais autônomos. Os métodos, a forma e as reivindicações dos protestos se assemelharam especialmente ao Caracaço na Venezula (1989).
Influenciou mobilizações após 2013, como o Não vai ter Copa em 2014, e o movimento estudantil, com a Mobilização estudantil em São Paulo em 2015, e a Mobilização estudantil no Brasil em 2016.

### Anonymous

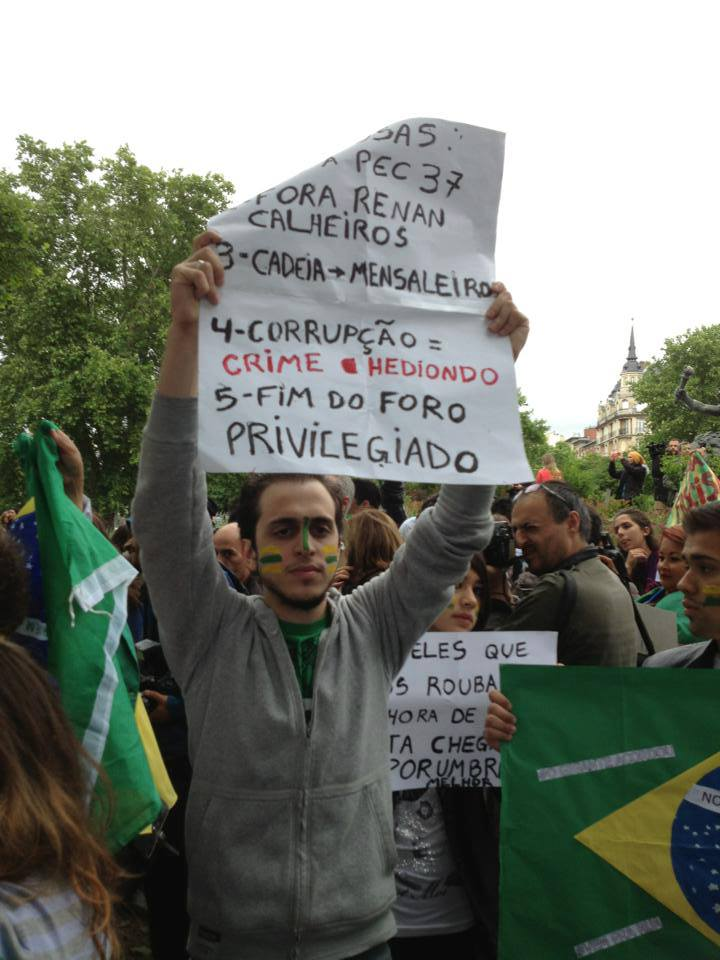
Manifestante reivindicando pautas do Anonymous na França

Em 18 de junho um vídeo intitulado "Anonymous Brasil — As 5 causas!" de autoria do coletivo Anonymous, é lançado na internet em resposta a mídia que frequentemente anunciava a falta de reivindicações claras durante os protestos, e sugere 5 motivos consensuais pelos quais as pessoas estariam se manifestando, pedindo a colaboração e adesão a estas causas como foco nos próximos protestos. Sendo elas a rejeição ao PEC 37; a renúncia de Renan Calheiros da presidência do Senado; investigações e punição de irregularidades nas obras da Copa do Mundo a ser realizada no país; lei que torne corrupção crime hediondo e o fim do foro privilegiado. O vídeo "As 5 causas" foi bem aceito chegando a receber em menos de 24 horas mais de 1 milhão de visualizações e milhares de republicações em outras redes sociais, potencializando o efeito viral na internet, mas dificultando a estimativa do número global de visualizações. Ganhando destaque nos protestos, as "5 causas" geraram inúmeras matérias em sites e chegou a atribuir aos Anonymous a nova liderança nos protestos, ganhando espaço em matérias de rádio, revistas, jornais e televisão, incluindo repercussão internacional. Manifestantes não só no Brasil, mas brasileiros em outros países apoiaram as chamadas "5 causas" e exibiam cartazes com a lista durante protestos. Em algumas cidades do país, protestos foram organizados pautados exclusivamente nas 5 causas.
Dentre as causas listadas duas rapidamente geraram resultados, a rejeição a PEC 37, que era uma causa já popular e a aprovação, na Câmara de lei que classifique corrupção como crime hediondo, essa segunda, ainda não figurava até então de forma explícita e direta durante as manifestações, vindo a ser posteriormente citada durante o Pronunciamento Presidencial e divulgada como meta nos "Cinco Pactos", título que parecia conversar com a sintetização de pontos proposta pelo Anonymous.

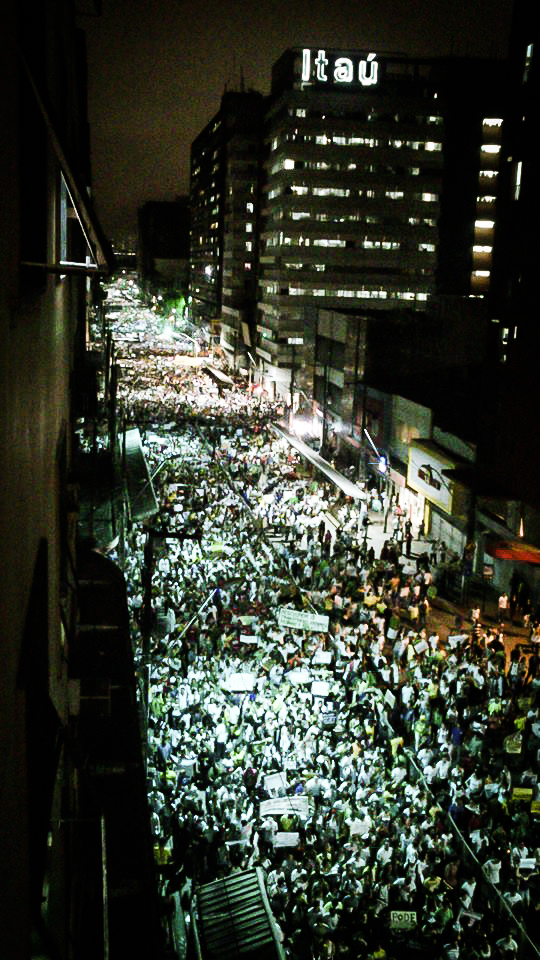
A insatisfação social ocasionou a diversificação das causas dos manifestantes para além das tarifas de ônibus. Na foto, protesto ocorrido na cidade do Recife (PE).

## Repercussão

### Mídia nacional

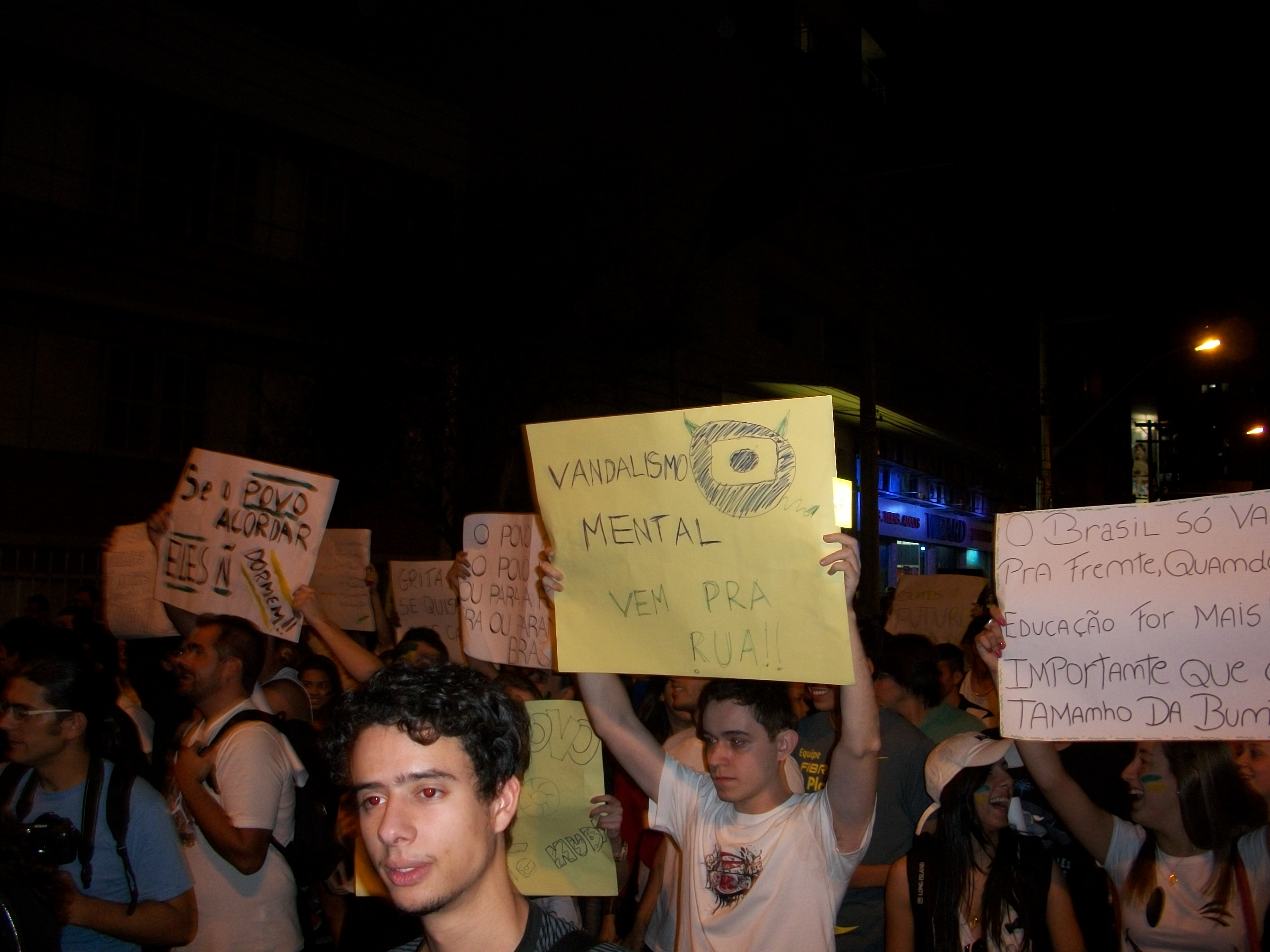
Manifestação em Juiz de Fora no dia 20 de junho: em destaque, manifestante com cartaz acusando a Rede Globo de "vandalismo mental" e convocando as pessoas à rua.

Parte da imprensa foi criticada pela falta de cobertura ao vivo dos protestos. Os canais a cabo GloboNews, BandNews TV e Record News foram acusados pela revista Carta Capital de ignorar as manifestações em São Paulo, enquanto exibiam matérias sobre os protestos na Turquia em 2013. O Observatório da Imprensa notou que só após as agressões direcionadas à imprensa que certos grupos midiáticos começaram a "enxergar os excessos da polícia" e divulgar que há vândalos e violência em ambos os lados do conflito. O repórter da Globo, Caco Barcellos, da equipe do programa Profissão Repórter, foi expulso com as pessoas gritando "a Globo é mentirosa" por um grupo de manifestantes que se concentravam no largo da Batata, zona oeste de São Paulo no dia 17 de junho. Depois do ocorrido, outros jornalistas da emissora não usaram o logotipo nos microfones (a canopla). A revista Veja também foi alvo dos manifestantes durante os protestos.
Alguns meios de comunicação internacionais criticaram a cobertura dos grandes grupos de comunicação no Brasil, tida como parcial em favor da "versão oficial". Segundo o portal francês Rue89, a mídia brasileira não hesitou ao "caracterizar os manifestantes como vândalos" logo no início.

Como as convocações são feitas pela internet e os manifestantes são essencialmente jovens da "era da internet", muitas vezes há mais confiança destes nestes meios do quê em televisão ou jornais. Incomodam aos participantes, segundo entrevista com alguns deles, a manipulação que a Globo sempre faz onde foca-se mais na violência e vandalismo, bem como a redução do número de manifestantes anunciados por ela. Participantes vêem os meios tradicionais, mainstream, como obsoletos, face ao surgimento de meios que não podem os calar mais. Funcionários da Globo são os mais hostilizados, e isso obrigou a emissora e mudar as diretrizes das matérias que iam ao ar, orientando os repórteres a retirarem o selo da TV Globo dos microfones. Na cidade de Juiz de Fora, os manifestantes que se reuniram em frente ao Parque Halfeld, no centro da cidade, e vaiaram o repórter da TV Integração (afiliada da Rede Globo) junto à xingamentos e palavras de ordem, impedindo-o de gravar a matéria sobre as manifestações na cidade. A emissora se manifestou a esse respeito divulgando uma nota oficial que foi ao ar no Jornal Nacional, horário nobre, lida por Patrícia Poeta:
| “ | "A TV Globo vem fazendo reportagens sobre as manifestações desde o seu início e sem nada a esconder. Os excessos da polícia, as revindicações do movimento Passe-Livre, o caráter pacifico dos protestos, e quando houve depredações e destruições de ônibus. É nossa obrigação, e dela não nos afastaremos. O direito de protestar e se manifestar pacificamente é um direito dos cidadãos." | ” |

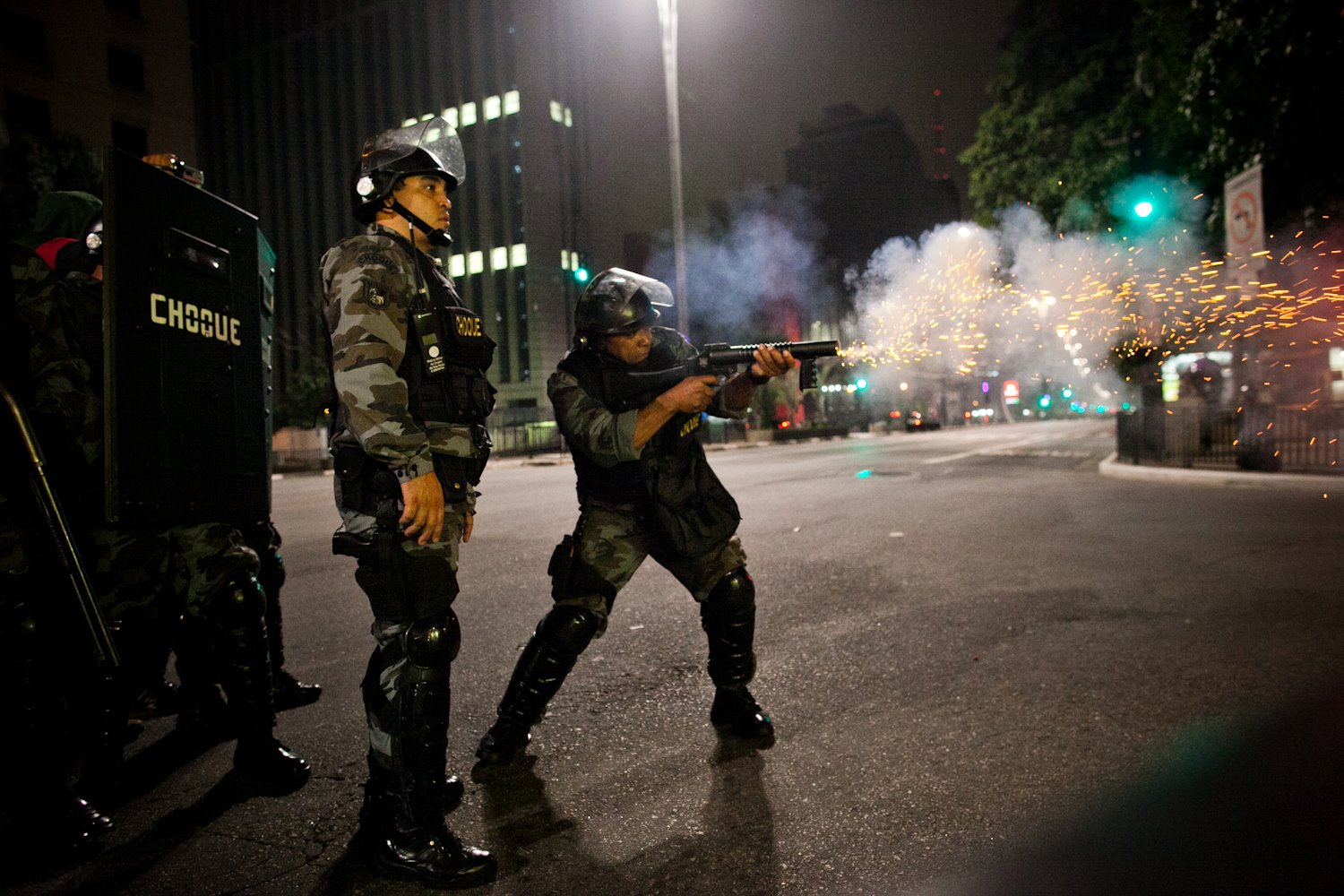
Soldados da polícia militar atiram em direção de manifestantes na Avenida Paulista, em São Paulo, em 13 de junho.

Os protestos ganharam cobertura midiática imediata no Brasil. Ao se referenciar aos protestos do dia 11 de junho, no dia posterior ao das manifestações (12 de junho), o jornal Folha de S.Paulo criticou as manifestações, acusando os manifestantes de vandalizarem vias da cidade — no dia seguinte, 13 de junho, defendeu em seu editorial que os manifestantes "são jovens predispostos à violência por uma ideologia pseudorrevolucionária, que buscam tirar proveito da compreensível irritação geral com o preço pago para viajar em ônibus e trens superlotados" e que "lançam mão de expediente consagrado pelo oportunismo corporativista: marcar protestos em horário de pico de trânsito na avenida Paulista, artéria vital da cidade. Sua estratégia para atrair a atenção pública é prejudicar o número máximo de pessoas". O jornal também defendeu as intervenções da polícia. No dia 14, porém, reconheceu a truculência da polícia, após ter sete de seus repórteres feridos pelas ações da corporação — uma delas levou um tiro de borracha no rosto, levando o jornal a repudiar "toda forma de violência" e "a falta de discernimento da Polícia Militar no episódio". No dia seguinte, publicou editorial no qual afirma que a polícia "protagonizou […] um espetáculo de despreparo, truculência e falta de controle ainda mais grave que o vandalismo e a violência dos manifestantes, que tinha por missão coibir".

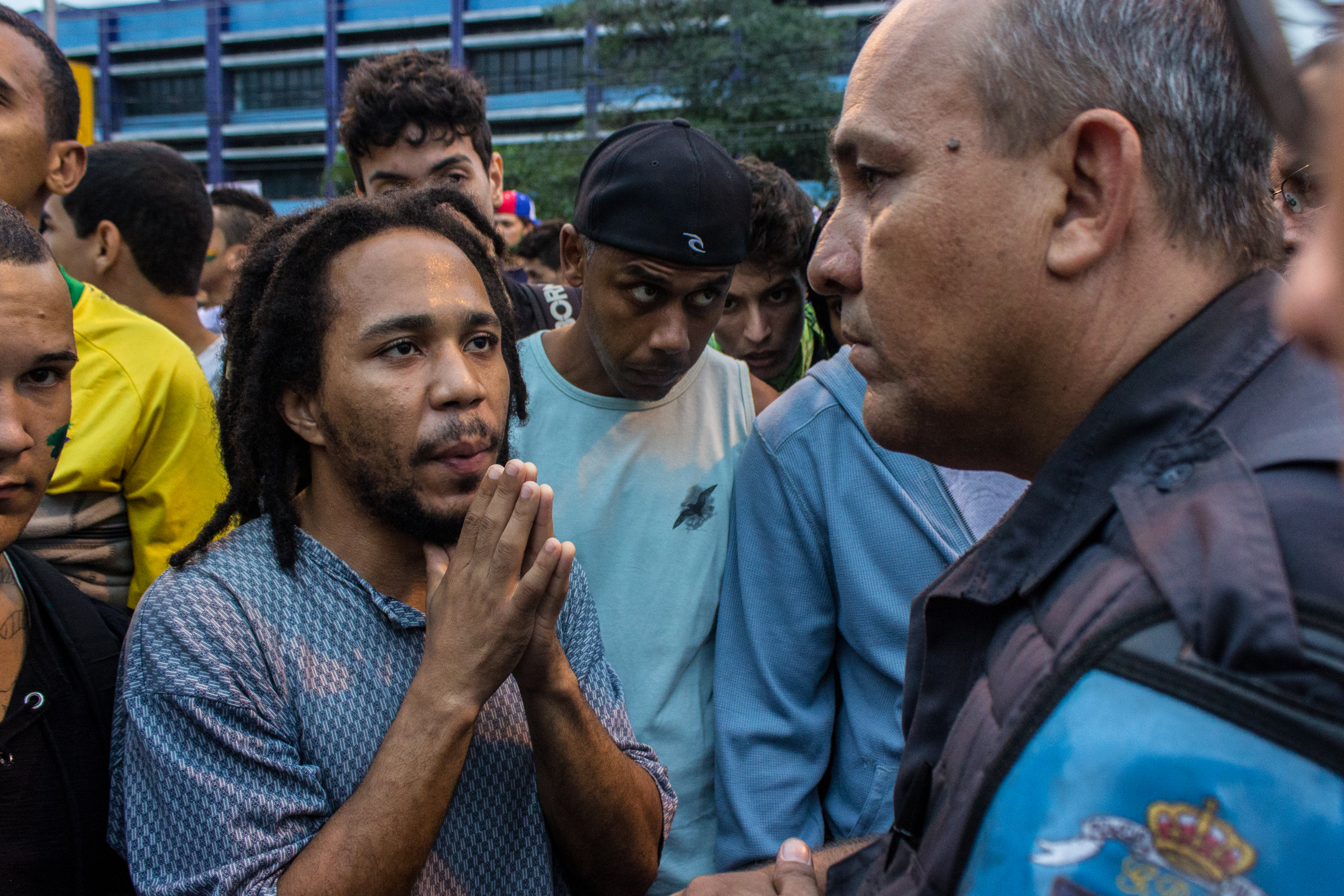
Manifestante pede por compreensão da Polícia Militar do Estado do Rio de Janeiro

Entre o dia 6 de junho e o dia 2 de julho, partindo de manifestantes e policiais, houve 53 ataques a profissionais de imprensa, seis detenções, 13 danificações totais ou parciais a veículos da mídia convencional e uma sede sofreu duas tentativas de ataque (RBS de Porto Alegre).

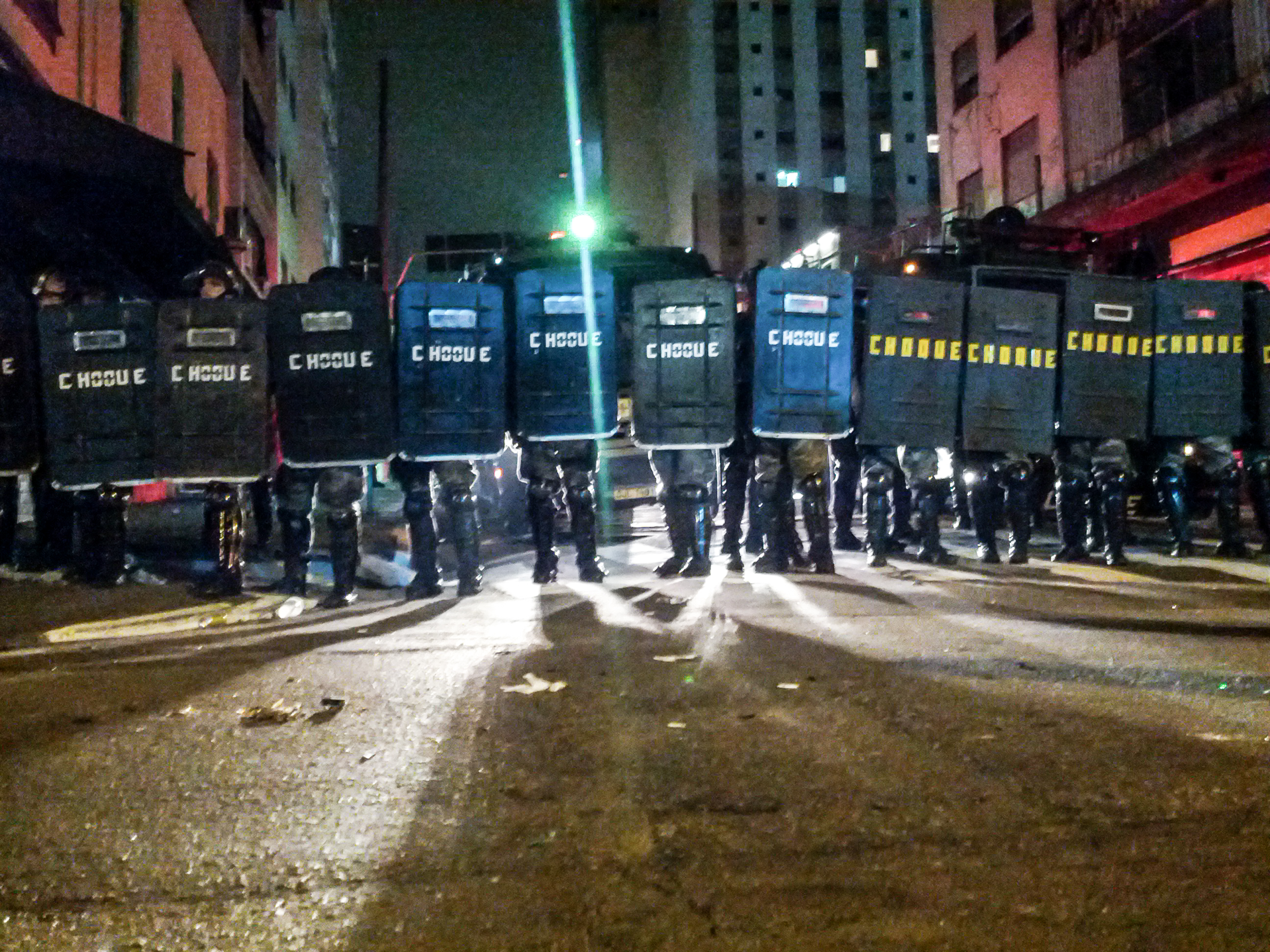
Bloqueio da Tropa de choque na Avenida Augusta, no dia 18 de junho.

Oligopólios de comunicação e seus jornalistas foram rechaçadas pelas manifestações.
Em entrevista ao Estado de S. Paulo, no dia 11 de junho, o governador de São Paulo, Geraldo Alckmin (PSDB), afirma que a interrupção do trânsito durante um protesto é um ato de vandalismo e, dessa maneira, deve ser tratada como um "caso de polícia".
O jornal O Estado de S.Paulo tomou um posicionamento similar ao da Folha de S.Paulo em 13 de junho: em editorial, chamou os organizadores dos protestos de "baderneiros", acusou os manifestantes de "aterrorizar a população" e disse que o vandalismo "tem sido a marca do protesto", além de considerar "moderada" a reação da PM e cobrar ainda mais rigor das polícias nos próximos protestos.

Em comentário feito no dia 12 de junho, o jornalista Arnaldo Jabor, no Jornal da Globo, afirmou que a grande maioria dos manifestantes seria composta por jovens de classe média e que a manifestação seria decorrente de ignorância política e do estímulo dos protestos na Turquia. Em tom provocador, Jabor questionou por que não lutam contra a PEC 37 que, em sua opinião, seria um motivo mais legítimo. Por fim, finaliza dizendo que os manifestantes talvez nem sequer saibam o que é a PEC 37 e que não valham sequer os R$ 0,20 do aumento das passagens.  No dia 17, em sua seção na Rádio CBN, se desculpou por suas declarações, afirmando que temia que a energia fosse gasta com uma reivindicação boba, mas que viu que o problema era muito maior.

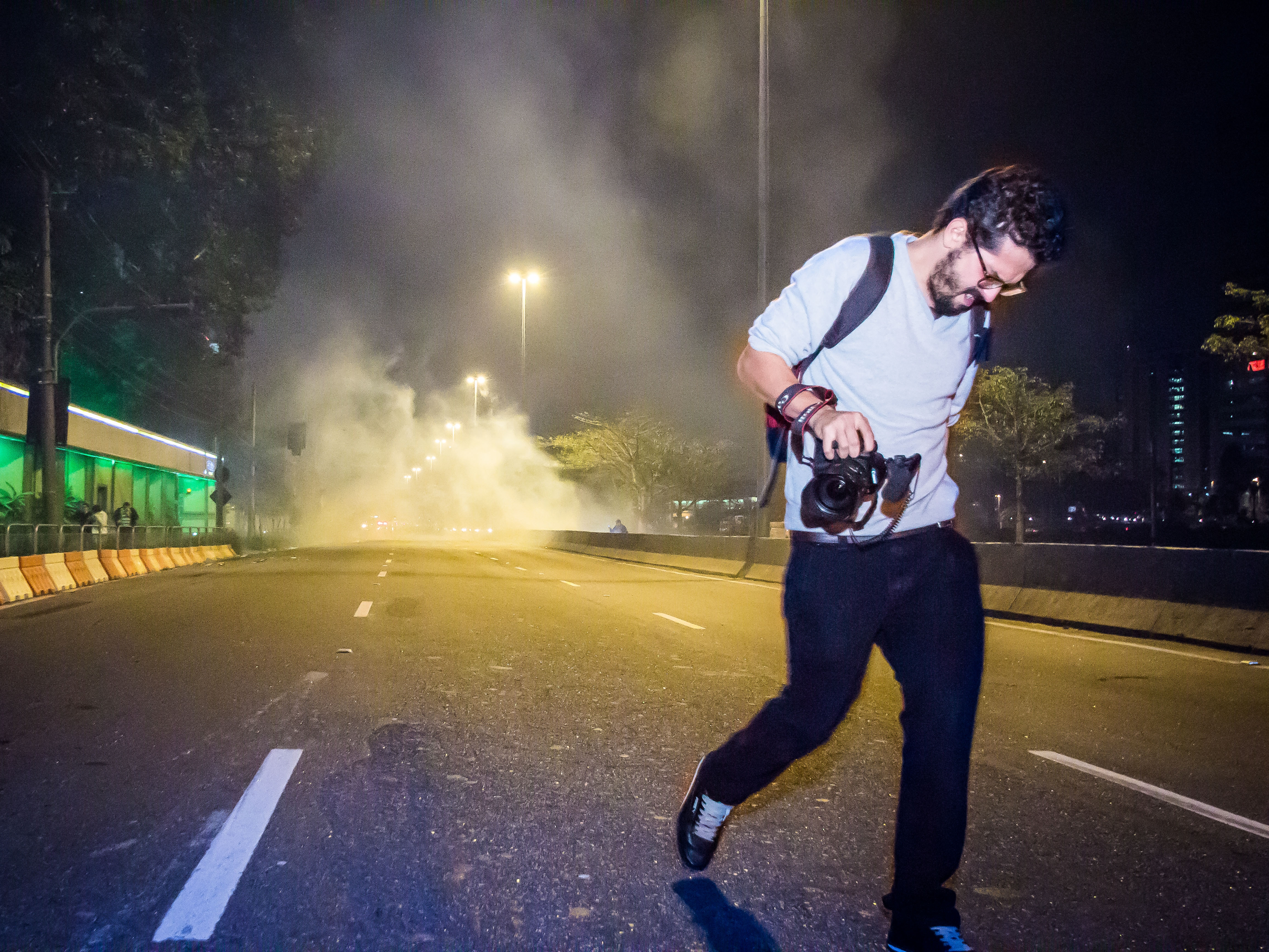
Fotógrafo foge de bombas de gás lacrimogêneo lançadas pela Polícia Militar de São Paulo durante os protestos em São Paulo, em 7 de junho.

O jornal O Globo, no dia 12 de junho, falava dos protestos no Rio como "a marcha da insensatez", e no dia 13, que havia "apoio de partidos" ao Movimento Passe Livre, como se isso fosse algo absurdo. Também, na edição do dia 13, dizia que os organizadores eram responsáveis pelos atos de vandalismo, ainda que estes dissessem não ter controle da situação. No mesmo parágrafo, acusava as causas de serem artificiais, alegando que os mais afetados pelos problemas não são os manifestantes, como se apenas fossem válidos protestos para coisas que afetem diretamente os protestantes.
No dia 13 de junho, a Folha de S.Paulo tinha um editorial que pedia à polícia para "retomar a Paulista", e o Estadão dizia que "chegou a hora do basta", pedindo à polícia "mais rigor" na repressão aos protestos. De acordo com o Observatório da Imprensa, ao fim do dia obtiveram o que foi solicitado, e que talvez tenha sido o motivo principal para a virada da cobertura: funcionários da imprensa também foram atingidos.

De acordo com o Observatório da Imprensa, pontos importantes da virada da cobertura foram: uma descrição feita por Elio Gaspari, da Folha e do Globo, sobre a forma em que uma equipe da tropa de choque deliberadamente provocou tumulto; um vídeo de um PM quebrando a própria viatura; e a legenda na Globo News colocada, durante a noite, sob imagens dos conflitos: "Polícia fecha a Avenida Paulista para evitar que manifestantes fechem a Avenida Paulista", o que, segundo o autor do texto no Observatório, dava margem para se imaginar também a manchete "Polícia usa violência para evitar violência de manifestantes".

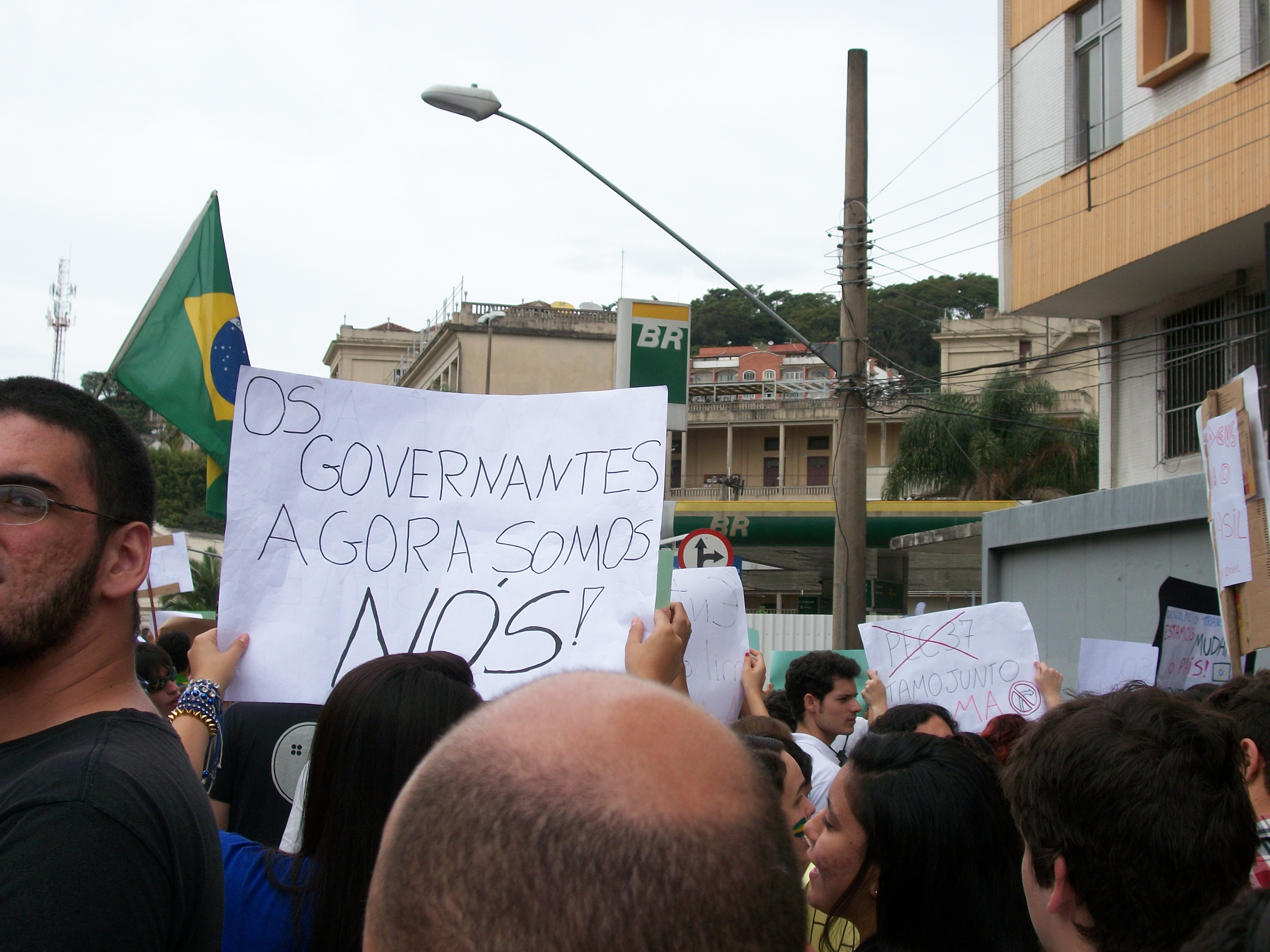
Manifestante em Juiz de Fora, 22 de junho, com cartaz que dizia "Os governantes agora somos nós!".

A revista semanal Veja São Paulo acusou, em 14 de junho, o MPL de provocar "doses de barulho e de confusão inversamente proporcionais ao seu tamanho". Também afirmou, na mesma edição, que os manifestantes protestam "sempre nas artérias principais da cidade, para chamar atenção, causando a maior balbúrdia possível e prejudicando um incalculável número de cidadãos que não consome drogas, trabalha oito horas por dia, não desfruta de imunidade sindical, sofre com o trânsito e quer viver em paz, com segurança, tendo assegurado seu sagrado direito de ir e vir". Porém a Veja São Paulo reconheceu que a polícia está despreparada para lidar com situações semelhantes e que ela "perde a razão quando exagera na força".

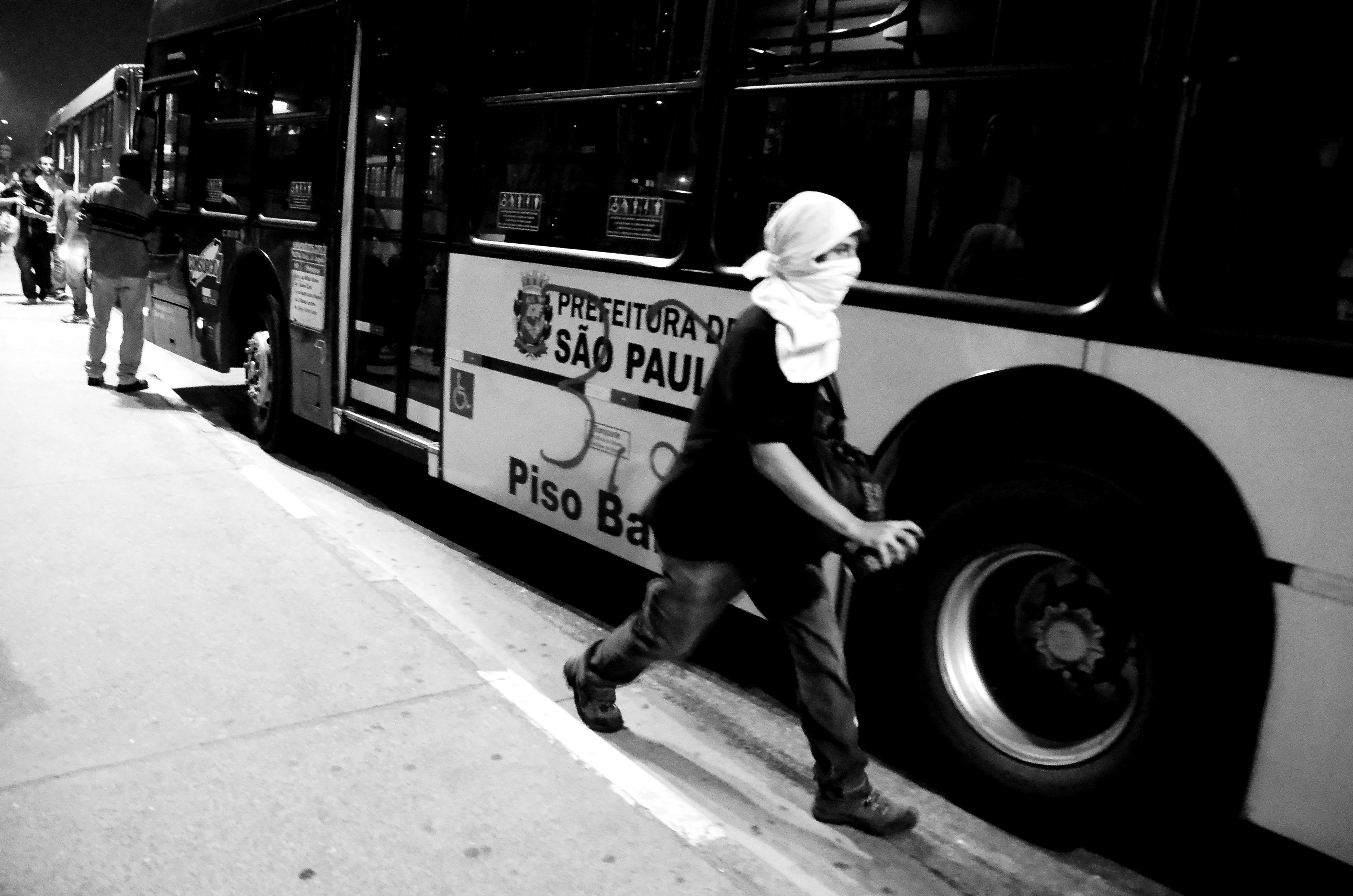
Manifestante com lata de tinta spray próximo a um ônibus em São Paulo, em 7 de junho.

Atores como Carmo Dalla Vecchia, Fernanda Rodrigues, Mayana Neiva, Miguel Rômulo e Paulo Vilhena postaram, no dia 16 de junho, fotos em redes sociais nas quais aparecem de olho roxo, em referência ao ataque a jornalistas com balas de borracha no protesto do dia 13 de junho em São Paulo. Os atores também publicaram textos em solidariedade aos manifestantes e criticaram a ação da PMESP. As imagens fazem parte do protesto fotográfico "Dói em Todos Nós", do fotógrafo Yuri Sardenberg, que pretende mobilizar uma campanha para que todos tenham uma foto, nas redes sociais, com o olho roxo. Em 20 de julho fotógrafos de Belém (Pará) fazem a primeira exposição no país sobre os protestos, tendo sido uma das manifestações artísticas pioneiras neste assunto.

### Internacional

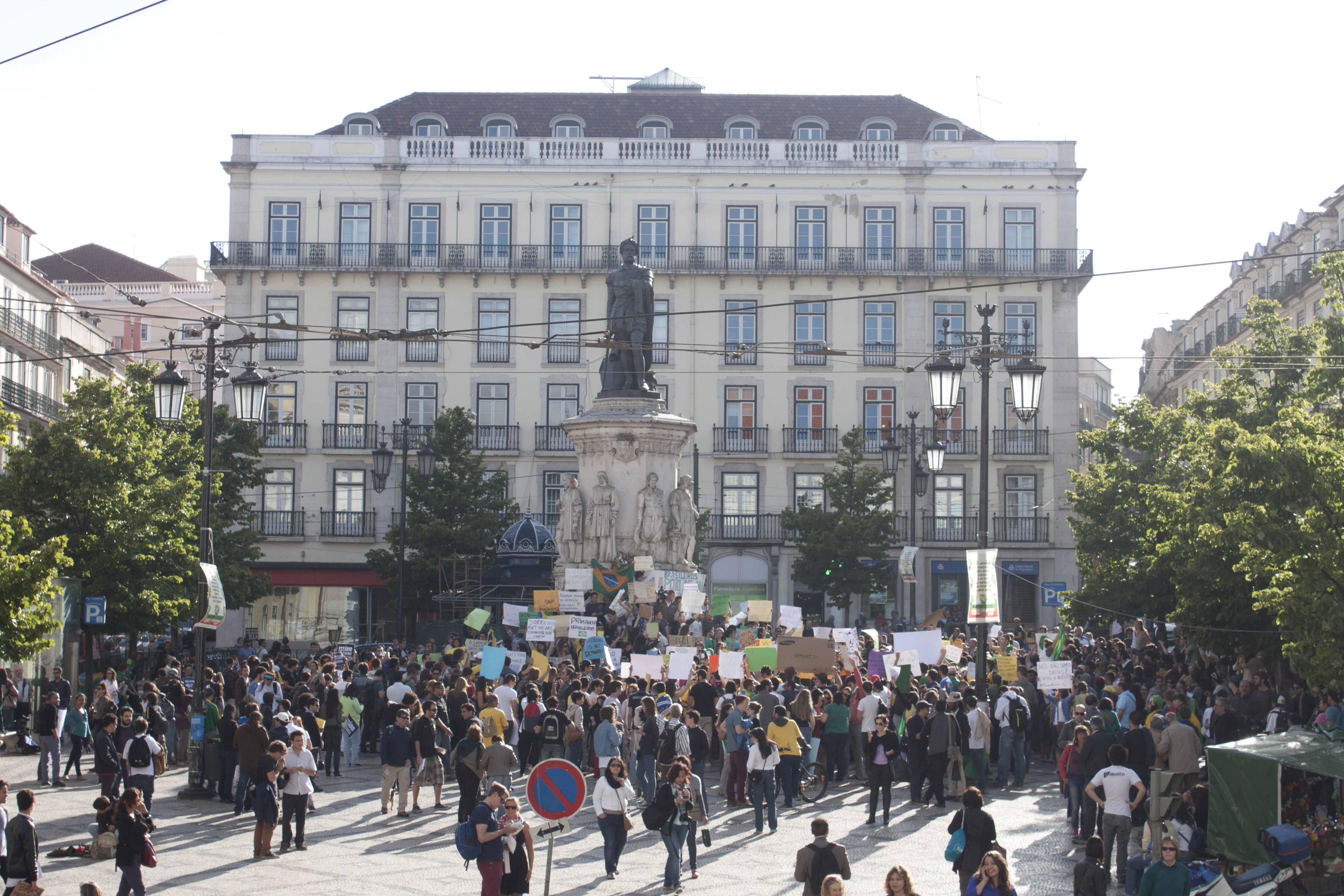
Manifestação em Lisboa, em 18 de junho, em solidariedade aos protestos realizados no Brasil.

Em 18 de junho, houve manifestações de apoio em Lisboa, Coimbra e Porto.
A manifestação de 80 mil pessoas em Fortaleza no dia 19 de junho, próximas ao Castelão, ganhou mais destaque fora do país do que a vitória brasileira no jogo da Copa das Confederações. Por exemplo, a CNN escreveu 7 parágrafos sobre o jogo e 12 sobre as manifestações do país.
O jornal El País disse em 19 de junho que os manifestantes são os filhos rebeldes de Lula e Dilma, que dominam melhor a Tecnologia da Informação e não só questionam como discordam das coisas que recebem. Como exemplo, mencionou um caso em que Lula uma vez disse, e depois se arrependeu, que o sistema de saúde no país tinha chegado quase à perfeição e que algumas pessoas até queriam ficar doentes só para usarem os serviços, mas que foi constatado pelos usuários que o melhor era ficar saudável mesmo. Disse também que, apesar de "os pais" provavelmente decidirem ouvir os "filhos", existe o risco de que estes não queiram mais escutar os pais e prefiram falar por conta própria. Acrescentou que os aspectos positivos dos protestos poderiam servir de exemplo aos países vizinhos.

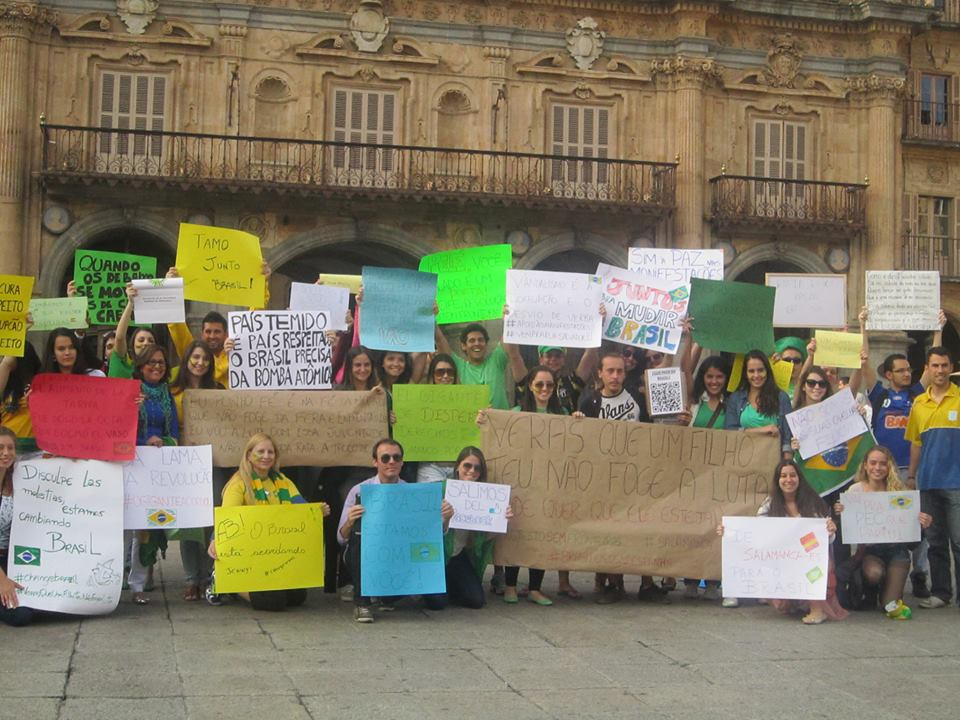
Protesto de estudantes brasileiros em Salamanca, Espanha, em 20 de junho.

Após os acontecimentos do dia 13 de junho, protestos em solidariedade aos participantes das manifestações de São Paulo foram marcados em Portugal, França, Alemanha (com protestos em Colônia, Hamburgo, Berlin, Frankfurt e Munique), Irlanda, Canadá, dentre outros países, perfazendo um total de 27 cidades fora do Brasil. Manifestantes da Turquia também expressaram em mensagens apoio aos protestos no Brasil.
Os protestos receberam destaque nas principais agências de comunicação internacionais, que ressaltaram a "truculência" da polícia brasileira e o "clima de insegurança" presente na véspera de grandes eventos esportivos a serem sediados no país. Dentre os grupos midiáticos que cobriram os protestos incluem-se o jornal espanhol El País, o francês Le Monde e a rede de notícias norte-americana CNN. Para a rede britânica BBC, as manifestações trariam complicações para a realização da Copa das Confederações, especialmente no caso de protestos análogos que ocorreram na cidade do Rio de Janeiro. O jornal americano The New York Times concordou e destacou os confrontos entre os manifestantes e a polícia. O periódico também comparou o movimento com a Revolta do Vintém de 1879 no Rio de Janeiro, uma série de protestos populares contra o aumento das passagens dos bondes. A revista alemã Der Spiegel anunciou, em 14 de junho, que houve "batalhas de rua por causa de sete centavos" (R$ 0,20 convertidos em Euro).
O primeiro-ministro da Turquia, Recep Tayyip Erdogan, disse em um comício que os recentes protestos em seu país eram parte de uma conspiração por parte de forças estrangeiras desconhecidas, banqueiros e meios de comunicação locais e internacionais, e que "o mesmo jogo está sendo jogado sobre o Brasil. Os símbolos são os mesmos, os cartazes são os mesmos, Twitter, Facebook, são os mesmos, a mídia internacional é a mesma." Erdogan afirmou ainda que "eles estão fazendo o máximo possível para conseguir no Brasil o que não conseguiram aqui. É o mesmo jogo, a mesma armadilha, o mesmo objetivo".
Em Seattle um homem foi preso acusado de levar armamentos para fazer uma manifestação em suporte aos protestos no Brasil.

### Resposta governamental
No dia 17 de junho, data em que se intensificaram as manifestações, a presidente Dilma Rousseff se reuniu com o ministro da justiça para acompanhar a atuação policial.
Ainda em 17 de junho, integrantes do governo federal fizeram declarações públicas sobre o movimento. Segundo a ministra da Secretaria de Comunicação Social da Presidência, Helena Chagas, Dilma Rousseff teria afirmado considerar as manifestações "legítimas e próprias da democracia", sendo "próprio dos jovens se manifestarem". Já o ministro do esporte, Aldo Rebelo, em tom mais ríspido, elogiou a atuação das polícias estaduais e afirmou que o governo não iria tolerar as manifestações no país que atrapalhem ou tentem impedir os jogos da Copa das Confederações FIFA.

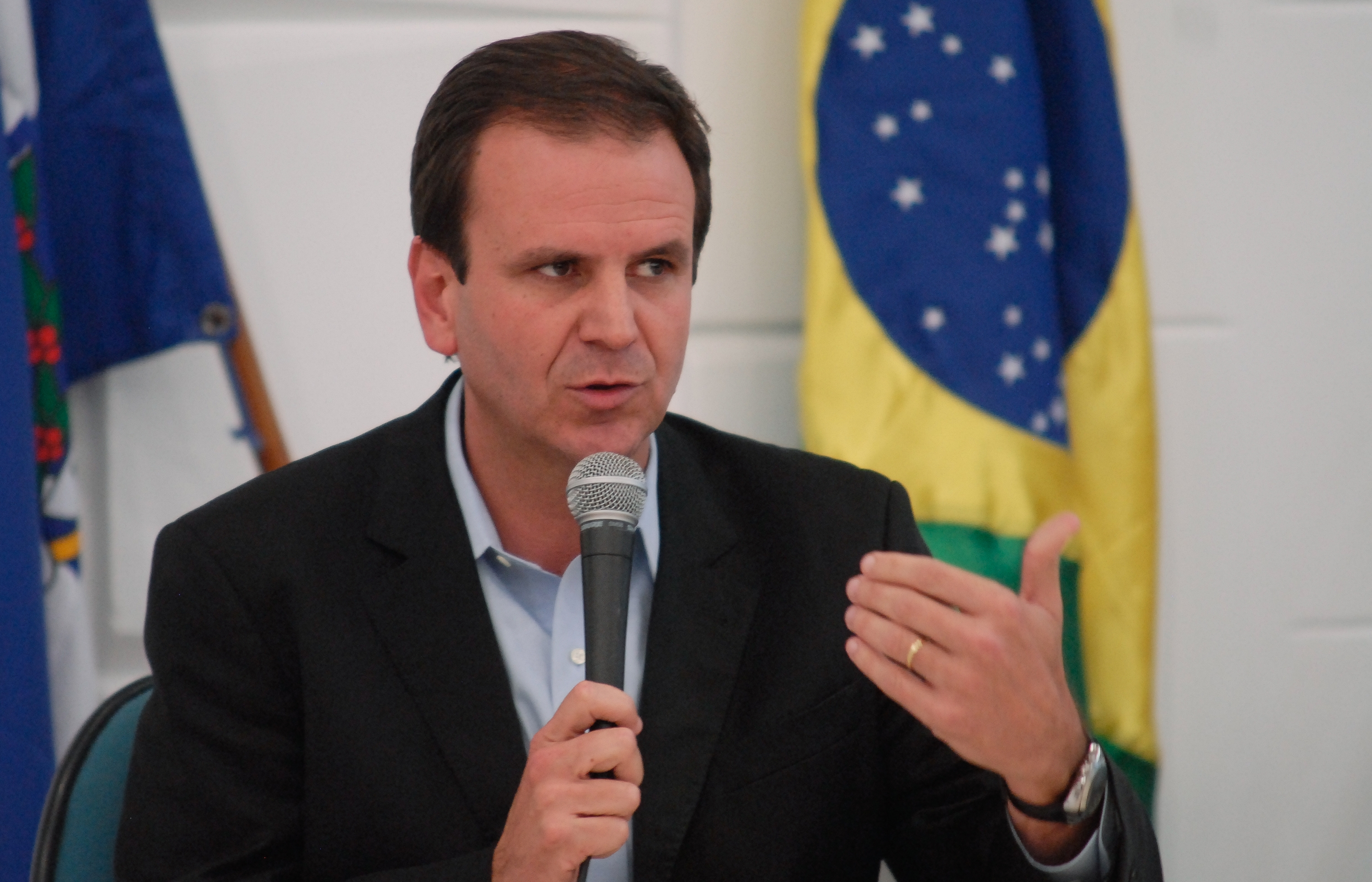
O prefeito do Rio de Janeiro, Eduardo Paes, anuncia na noite de quarta-feira de 19 de junho de 2013 a suspensão do aumento das tarifas de transporte público no município.

Na manhã do dia 18, o governador de Minas Gerais, Antônio Anastasia, encontrou-se com a presidente Dilma Rousseff e solicitou apoio da tropa nacional, recebendo 150 pessoas para auxiliar a Polícia Militar durante os atos. Os militares da Força Nacional são destinados a atuar somente nas áreas dos estádios, não podendo ser transferidos para outros lugares das cidades. Os totais de militares enviados para os estados são mantidos em sigilo, e os tempos de permanência são decididos pelos governos estaduais.
À tarde, falando pela primeira vez sobre os protestos, Dilma Rousseff disse na NBR que seu governo "está ouvindo essas vozes pela mudança", "está empenhado e comprometido com a transformação social" e "compreende que as exigências da população mudam quando nós mudamos também o Brasil". O ex-presidente Lula elogiou esse discurso no dia seguinte. À noite, a ministra chefe da Casa Civil, Gleisi Hoffmann, divulgou estudo mostrando que algumas medidas de desoneração adotadas pelo governo federal desde janeiro de 2013 propiciavam a redução das tarifas de transporte coletivo. Para São Paulo, o estudo apontava possibilidade de redução em R$ 0,23. Todavia, a ministra em seguida pediu desculpas e negou essa possibilidade.
O prefeito de São Paulo, Fernando Haddad, caracterizou no dia 18 de junho os atos de vandalismo que ocorreram durante as manifestações uma atrocidade. No dia 19, considerou pela primeira vez a possibilidade de rever o preço da passagem, dizendo que vai se subordinar às pessoas pois seu trabalho como prefeito é fazer o que a cidade quer que ele faça, após reunião com Lula e Dilma. Entretanto, na manifestação daquele dia, a polícia outra vez usou balas de borracha e gás lacrimogêneo, mesmo tendo o tal prefeito prometido anteriormente que esse tipo de munição não seria mais utilizado contra os protestos.

Estadão caracterizou a reunião como "operação de salvamento" ao prefeito, e que ocorreu logo após o prefeito encontrar-se com representantes do Movimento Passe Livre. Lula disse depois, em outra reunião, que o PT errou ao se distanciar da juventude, e que agora pagava este preço. O ministro-chefe da Secretaria-Geral da Presidência, Gilberto Carvalho, deveria assumir o papel de interlocutor com os jovens, e o partido estudava novos programas para beneficiar esta parte da população. Setores do partido entendem que os discursos precisam ter direcionamento diferente da redução da miséria pois o tema já não é o bastante para responder aos anseios dos manifestantes.

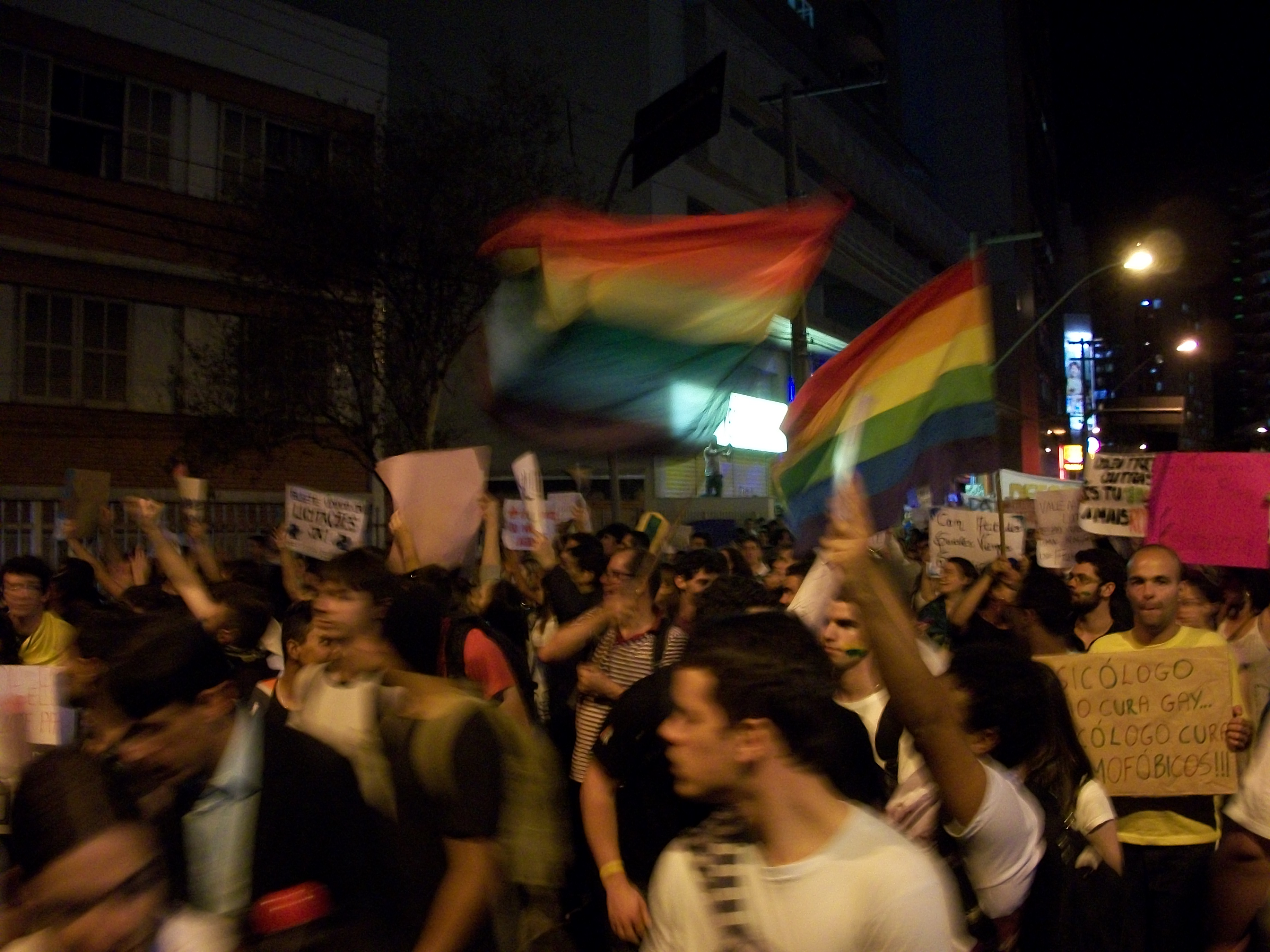
2.ª manifestação em Juiz de Fora em 20 de junho: à direita, homem segura cartaz com os dizeres "Psicólogo não cura gay… Psicólogo cura homofóbicos!!!", em resposta à aprovação, pela Comissão de Direitos Humanos e Minorias, do projeto de "cura gay" no dia 18.

Em 20 de junho, foi noticiado que o governo estava preparando uma operação na qual membros da Agência Brasileira de Inteligência (ABIN) monitorariam os protestos no país naquele dia, acompanhando a movimentação dos manifestantes no Facebook, Twitter, Instagram e WhatsApp. De acordo com o jornal Estado de S. Paulo, o que levou à decisão foi o fato do Gabinete de Segurança Institucional não ter avisado ao governo sobre a ocorrência das manifestações. A revista Época Negócios disse que o sistema Mosaico passaria a medir e analisar as manifestações, que já acompanha 700 temas definidos pelo ministro-chefe do GSI, general José Elito Carvalho Siqueira.
Neste dia, a TV Senado preparou uma estrutura para transmitir ao vivo as manifestações em Brasília, mas foi proibida pelo senador Renan Calheiros de última hora e tiveram de se limitar à reprodução de boletins na Internet. Alguns membros da redação ficaram revoltados com a censura.

### Pronunciamento presidencial
No dia 21 de junho de 2013, a então presidente do Brasil, Dilma Rousseff, cancelou uma viagem que faria ao Japão a partir de domingo e convocou uma reunião de emergência com o Ministro da Justiça, José Eduardo Cardozo, e outros ministros, para avaliar a proporção e alcance dos protestos. Michel Temer, vice-presidente, e Henrique Alves, presidente da câmara dos deputados, encurtaram suas estadias na Rússia para chegarem à noite em Brasília. O jornal Folha de S.Paulo disse que na reunião seria discutida a posição do governo em relação aos protestos, as medidas possíveis de serem adotadas pelo Ministério da Justiça a respeito de incidentes ocorridos e possivelmente até um pronunciamento da presidente em rede nacional. A reunião, que começou às 9h30, durou três horas, e após ela Dilma continuou em outra reunião em seu gabinete sobre o mesmo tema. Determinou que nenhum ministro deveria sair de Brasília. Nenhum comunicado foi emitido à imprensa imediatamente após o fim do encontro. O ministro da Secretaria-Geral da Presidência, Gilberto Carvalho, disse em outro evento daquela manhã que o governo teria de correr atrás para satisfazer ao novo padrão de exigência e que a presidente deveria se pronunciar em breve.
No fim da tarde um pronunciamento da presidente foi gravado durante uma hora, onde ela procura tranquilizar os manifestantes. A transmissão em rádio e TV foi marcada para as 21h daquela noite, com duração de 10 minutos, onde se falaria das manifestações e da Copa das Confederações.
No pronunciamento, Dilma prometeu conversar com prefeitos e governadores para realizar um pacto de melhoria dos serviços públicos
 e a criação de um Plano Nacional de Mobilidade Urbana. Prometeu destinar 100% do dinheiro dos royalties do petróleo à educação, a trazer médicos estrangeiros para ampliar o atendimento do SUS e a se encontrar com os líderes das manifestações pacíficas. Disse ser favorável às reivindicações democráticas, reconheceu a necessidade de "oxigenar" o sistema político e prometeu uma ampla reforma que amplie o poder popular.
Sobre os investimentos para a Copa, a fala presidencial argumentou que:
| “ | Em relação à Copa, quero esclarecer que o dinheiro do governo federal, gasto com as arenas, é fruto de financiamento que será devidamente pago pelas empresas e pelos governos que estão explorando esses estádios. | ” |

Além disso, criticou os vandalismos e pediu respeitos aos espectadores dos jogos. Em relação aos protestos contra a diretriz econômica de seu governo, ela afirmou que " quem define os rumos da política econômica brasileira trabalha no terceiro andar do Palácio do Planalto, e não na Esplanada dos Ministérios".
Em seu livro de memórias intitulado Hard Choices, Hillary Clinton, a ex-Secretária de Estado dos Estados Unidos, classificou a atuação de Rousseff durante os protestos de junho de 2013 como um exemplo de ação democrática: "Em vez de desprezar ou bater e prender manifestantes, como fizeram muitos outros países, incluindo a Venezuela, Dilma se juntou a eles, reconheceu as suas preocupações e pediu que trabalhassem com o governo para resolver os problemas".

#### Os cinco pactos e o plebiscito
No dia 24 de junho, após encontro com membros do Movimento Passe Livre, Dilma reuniu-se com 26 prefeitos e 27 governadores para apresentar cinco pactos nacionais, dos seguinte temas, entre os três níveis do governoː
- transporte públicoː[145] investimentos em corredores de ônibus, VLTs e metrôs, e a criação de um Conselho Nacional de Transporte Público onde usuários e sociedade civil participassem.[144] Foi considerada a desoneração de PIS e COFINS para o diesel de ônibus[144] e para a energia elétrica de trens e metrôs.[143][145] Considerou que tanto a desoneração quanto o Conselho poderiam ocorrer a níveis estadual e municipal ou metropolitano além do federal.[143] Defendeu que a matriz de transportes passe a ser sobre trilhos, e criticou governos anteriores que não tomaram essa medida;[145]
- reforma política[145] e combate à corrupçãoː[143] foi proposta a criação de um plebiscito para que uma assembleia constituinte exclusiva para isto seja criada.[143][144] Também, pediu que os governos façam o mais rapidamente possível a implementação da Lei de Acesso à Informação,[145] e disse que transformar corrupção dolosa[145] em crime hediondo seria uma iniciativa fundamental;[143]
- saúdeː[145] aceleração dos investimentos já contratados para construção de UPAs, UBS e hospitais[144] e ampliação do sistema que troca dívidas de hospitais filantrópicos por mais atendimentos[145] Dilma defendeu que os médicos recebam incentivos para irem trabalhar nas regiões mais pobres e remotas, e que caso isso não resolvesse, que médicos estrangeiros fossem levados para esses lugares,[144] exclusivamente para o SUS.[145] Falou que este aspecto enfrentaria oposição dos médicos, mas disse querer deixar claro que não é algo hostil e desrespeitoso à classe médica, mas uma ação limitada e emergencial, que o Brasil é um dos países que menos emprega médicos estrangeiros e que de qualquer forma a saúde dos brasileiros deve prevalecer sobre quaisquer interesses.[145] Disse que iria ainda tomar uma série de outras medidas para melhorar as condições de trabalho nos hospitais públicos;[144]
- educaçãoː[145] 100% dos royalties do petróleo para educação, e 50% do pré-sal;[144]
- responsabilidade fiscalː[145] manter as medidas de estabilidade econômica e controle da inflação para que o Brasil continue protegido da crise mundial.[143][144]

No dia seguinte, porém, a proposta de convocar uma Constituinte foi descartada pelo governo, após ser rejeitada pelo vice-presidente, pela OAB e pela oposição. O plebiscito foi escolhido como a forma de convergência para a reforma. Também nesse dia, um pacote de 17 medidas prioritárias foi definido pelo presidente do Senado, Renan Calheiros, que ameaçou suspender o recesso legislativo do meio de julho se elas não fossem apreciadas.
No dia seguinte, 26, foi aprovado no Senado o projeto de lei que torna corrupção em crime hediondo, seja passiva ou ativa, e inclusive a exigência de benefício para si mesmo ou para outra pessoa em função do cargo exercido, seja cobrando por um serviço para o qual o estado não exige pagamento ou seja pela apropriação mais geral de valores ou bens. Dilma reuniu-se com dirigentes de cinco centrais sindicais, para, entre outras coisas, pedir apoio dos sindicalistas para a realização do plebiscito e convencer a suspensão da greve geral marcada para 11 de julho, mas não teve sucesso: a primeira questão deixou os convidados divididos, e a segunda foi recusada. Para a presidente, a questão da reforma política é primordial, precisando ser discutida logo para que entre em vigor para as eleições de 2014. A presidente e a cúpula do PT defendem o financiamento público de campanha eleitoral para impedir abuso de poder econômico, mas os demais políticos não entram em consenso. Os sindicalistas saíram irritados da reunião por considerar que foram chamados para ouvir planos mirabolantes do governo para tirar a atenção de si próprio, ao invés de ouvir o que disseram e realizar o que foi solicitado. Os pontos que estes levaram foram: fim do fator previdenciário, 10% do PIB para a saúde e outros 10% para a Educação, jornada de trabalho de 40h, reforma agrária, transporte público de qualidade, valorização das aposentadorias, mudanças nos leilões de petróleo e veto ao PL 4330, sobre terceirização, entre outros. Na reunião dos sindicalistas que decidiu os pontos a serem apresentados, o vice-presidente da UNE contou que a organização, em reunião no dia 24, decidiu que suas pautas para a mobilização do dia 27 seriam: 10% do PIB para a educação e 100% dos royalties do petróleo; contra o Estatuto do Nascituro e contra a cura gay; pela democratização das mídias; pela reforma política e pelo passe livre estudantil.[carece de fontes?]
No dia 2 de julho, foram apresentadas ao Congresso as sugestões de temas da presidente para a elaboração do plebiscito. Os partidos de oposição, entretanto, sugeriam referendo.
- financiamento de campanhas;[151] De acordo com José Eduardo Cardozo, ministro da Justiça, a consulta deveria definir se será público, privado ou misto;[152]
- sistema eleitoral.[151] De acordo com José Eduardo Cardozo, ministro da Justiça, a consulta deveria definir se será mantido o voto proporcional ou alterado para voto distrital, distrital misto, distritão ou em dois turnos como a OAB e outros propunham.[152]
- manutenção das coligações partidárias;[151]
- fim do voto secreto no Congresso.[151] De acordo com Renan Calheiros, presidente do Senado, é assunto praticamente resolvido;[152][153]
- fim da suplência de senador.[151] De acordo com Renan Calheiros, presidente do Senado, é assunto praticamente resolvido;[152][153]

De acordo com Henrique Eduardo Alves, presidente da Câmara, uma proposta paralela de reforma política será desenvolvida em 90 dias pelos parlamentares, por precaução, para o caso de ocorrer algum imprevisto com o plebiscito. Michel Temer, então vice-presidente da República, disse que deveria haver um mês ou um mês e meio de propaganda eleitoral para informar a população sobre cada um dos pontos.
No dia 9 de julho, a Câmara dos Deputados recusou o plebiscito e decidiu criar um grupo de trabalho para debater o tema em improrrogáveis 90 dias, podendo depois ser realizado um referendo. Apenas PT, PCdoB e PDT continuaram apoiando o plebiscito, e decidiram buscar as 171 assinaturas necessárias para criar um projeto de decreto legislativo para a realização dele. O presidente da Câmara respondeu que, se isto for conseguido, o plebiscito valerá para 2016 e não 2014.